# Colibrí ermità gorjaestriat
El colibrí ermità gorjaestriat (Phaethornis striigularis) és una espècie d'ocell de la família dels troquílids (Trochilidae) que habita el sotabosc i clars dels boscos i vegetació secundària de les terres baixes des del sud de Mèxic cap al sud, a través d'Amèrica Central fins al nord i oest de Veneçuela, oest de Colòmbia i oest de l'Equador.